# Biellese Football Club 1999-2000
Questa voce raccoglie le informazioni riguardanti la Biellese Football Club nelle competizioni ufficiali della stagione 1999-2000.

## Rosa
| N. |                   | Ruolo | Calciatore            |
| -- | ----------------- | ----- | --------------------- |
|    | Italia (bandiera) | C     | Carlo Ballotta        |
|    | Italia (bandiera) | C     | Ivan Campese          |
|    | Italia (bandiera) | C     | Marco Campese         |
|    | Italia (bandiera) |       | Ciamatori             |
|    | Italia (bandiera) | D     | Davide Cozzi          |
|    | Italia (bandiera) | P     | Paolo Di Sarno        |
|    | Italia (bandiera) | A     | Marco Gabriellini     |
|    | Italia (bandiera) | A     | Massimiliano Guidetti |
|    | Italia (bandiera) | C     | Marcello Koffi Teya   |
|    | Italia (bandiera) | D     | Francesco Lanza       |
|    | Italia (bandiera) | D     | Lorenzo Mazzia        |

| N. |                   | Ruolo | Calciatore           |
| -- | ----------------- | ----- | -------------------- |
|    | Italia (bandiera) | C     | Paolo Milano         |
|    | Italia (bandiera) | A     | Giovanni Piredda     |
|    | Italia (bandiera) | D     | Luca Regonesi        |
|    | Italia (bandiera) | A     | Davide Santoro       |
|    | Italia (bandiera) | C     | Marco Saviozzi       |
|    | Italia (bandiera) | C     | Gian Bortolo Schiavi |
|    | Italia (bandiera) | D     | Lorenzo Severi       |
|    | Italia (bandiera) | A     | Manuel Sinato        |
|    | Italia (bandiera) | C     | Davide Vagnati       |
|    | Italia (bandiera) | D     | Francesco Vallone    |